# Фло (коммуна)
Фло (норв. Flå) — коммуна в губернии Бускеруд в Норвегии. Административный центр коммуны — город Фло. Официальный язык коммуны — букмол. Население коммуны на 2007 год составляло 974 чел. Площадь коммуны Фло — 704,48 км², код-идентификатор — 0615.

## География
Крупнейшим озером коммуны является Крёдерен.

## История населения коммуны
Население коммуны за последние 60 лет.